# 保羅·庫默爾
保羅·庫默爾（德語：Paul Kummer，1834年8月22日—1912年12月6日）是一名德國牧師和真菌學家，主要因其對真菌學命名法的貢獻而知名。先驅真菌分類學家埃利亚斯·芒努斯·弗里斯早先對傘菌進行分類時，只指定了極少數屬，大多數物種屬於傘菌屬。這些為數不多的屬被劃分為許多部落（tribus，非現代意義上的部落）。庫默爾在1871年出版的著作《蘑菇科學指南》（Der Führer in die Pilzkunde）中將弗里斯的大部分部落提升為屬，從而確立許多沿用至今的傘菌屬名。
1857年至1863年，他擔任私人講師。1863年至1877年，他在采爾布斯特擔任牧師。1877年起，他在漢恩明登擔任牧師。 

## 外部連結
- "Paul Kummer" （页面存档备份，存于）, Historical Index of Mycologists, Illinois Mycological Society.